# Tipula (Platytipula) nigrocellula
Tipula (Platytipula) nigrocellula is een tweevleugelige uit de familie langpootmuggen (Tipulidae). De soort komt voor in het Palearctisch en Oriëntaals gebied.